# Микенас, Юозас
Юо́зас Мике́нас (лит. Juozas Mikėnas; 1901—1964) — литовский, советский скульптор-монументалист, педагог. Член-корреспондент АХ СССР (1954). Народный художник СССР (1961). Лауреат Сталинской премии второй степени (1947).

## Биография

Могила скульптора

Юозас Микенас родился 30 января (12 февраля) 1901 года на хуторе Скардупис (ныне в Акнистском крае, Латвия).
В 1922—1926 годах учился в Каунасской художественной школе (ныне Каунасский институт декоративно-прикладного искусства) у Ю. Веножинскиса и К. Склерюса, в 1927—1931 — в Консерватории искусств и ремёсел в Париже. Посещал мастерские Ш. Деспио, М. Жемона, М. Бушара.
Во время учёбы в Каунасской художественной школе участвовал в экспедицию по Жемайтии, собирал для каунасского музея народную скульптуру, которой грозило полное уничтожение. Из экспедиции привёз множество жемайтийских божков «девукай», сыгравших большую роль в его творческом развитии. Они помогли ему разобраться в вопросах пластики. Присущая им монументальность, лаконизм и монолитность формы побудят его добиваться этих качеств в своей скульптуре.
В 1931—1940 годах преподавал в Каунасской художественной школе, в 1946—1951 — в Каунасском институте прикладного и декоративного искусства, в 1940—1941 — в Вильнюсской художественной школе, с 1951 — в Государственном художественном институте Литовской ССР (ныне Вильнюсская художественная академия) (до 1961 года — руководитель кафедры скульптуры), в 1941—1946 — в Академии художеств. Профессор (1946).
Член-корреспондент АХ СССР (1954). Член Союза художников СССР.
Член КПСС с 1952 года. Неоднократно избирался депутатом Верховного Совета Литовской ССР.
Юозас Микенас умер 24 октября 1964 года в Вильнюсе. Похоронен на Антакальнисском кладбище.

## Награды и звания
- Заслуженный деятель искусств Литовской ССР
- Народный художник СССР (1961)
- Сталинская премия второй степени (1947) — за скульптурную группу «Победа» в Калининграде
- Государственная премия Литовской ССР (1966) — за работу «Первые ласточки»
- Орден Ленина (1954)
- Орден Трудового Красного Знамени

## Известные произведения
- Рельеф на павильоне балтийских стран на Всемирной выставке в Париже 1937 года
- Скульптура «Воин» на колокольне музея Витаутаса Великого в Каунасе (1938)
- «Мать» (барельеф, мрамор, 1935; Каунасский художественный музей им. М. К. Чюрлёниса)
- «Резчик по дереву» (гипс, 1937—1938; Каунасский художественный музей им. М. К. Чюрлёниса)
- «Литва» (статуя для павильона Литвы на Всемирной выставке в Нью-Йорке (гипс, 1939)
- «Победа» (часть памятника воинам-гвардейцам, павшим при штурме Кёнигсберга, в Калининграде (бронза, 1946).
- Памятник партизанке, Герою Советского Союза Марите Мельникайте (Зарасай, бронза, 1947—1955).
- Скульптурная группа «Учащаяся молодёжь» (1952, совместно с Ю. Кедайнисом), изображающая студента и студентку. Группа высотой (с постаментом) 3,2 м отлита на ленинградской фабрике «Монумент» и установлена на Зелёном мосту в Вильнюсе, на северном конце моста на Снипишках (Šnipiškės), ведущего к улице Калварию (Kalvarijų; в советское время Дзержинского), к западу от группы «На страже мира» (скульптор Бронюс Пундзюс)[2]. Демонтирована 20 июля 2015 года[3].
- «Юная пианистка» (бронза, 1958, Третьяковская галерея).
- Памятник писателю Пятрасу Цвирке (архитекторы В. Микучянис, И. Лаурушас; Вильнюс, 1959) в сквере Цвирки у перекрёстка улиц Йогайлос (Jogailos g., в советское время Капсуко), Пилимо (Pylimo g., в советское время Комъяунимо) и Паменкальнё (Pamėnkalnio g., в советское время Цвиркос)[4]. Демонтирован 19 ноября 2021 года[5].
- «Мир» (гипс, 1960, установлена в Каунасе).
- «Первые ласточки» (гипс, 1964, Государственная премия Литовской ССР, 1966); экспонировалась на Всемирной выставке Экспо-67 в Монреале (Канада). Увеличенный вариант скульптуры отлит из бронзы и в 1987 году установлен рядом с Национальной галереей в Вильнюсе (скульпторы Д. Зунделовичюс, К. Богданас, архитекторы А. Насвитис, В. Насвитис, Г. Баравикас)[6]. Ещё один вариант этой скульптуры был установлен в 1980 году в Москве рядом с метро «Юго-Западная» (архитектор И. Л. Лютомская)[7].

## Ученики
Особенно успешные и известные Г. Йокубонис, Ю. Кедайнис, К. Киселис. Среди его учеников также скульптор К. Богданас, автор памятников писателю К. Донелайтису (Вильнюс, 1963), американскому музыканту и певцу Фрэнку Заппе (Вильнюс, 1995) и других известных произведений; Т. К. Валайтис, автор декоративных скульптур «Лаздинайский флюгер» (Вильнюс, 1973), «Цветок» (Алитус, установлена в 1981), «Жертвенник» (Вильнюс, 1973), бюста вильнюсского Гаона (Вильнюс, 1960), многочисленных декоративных композиций и панно.